# Elsbeth Stoker
Elsbeth Stoker (1981 of 1982) is een Nederlandse journalist voor de Volkskrant.
Na het Christiaan Huygens Lyceum in Eindhoven studeerde ze Kunst en Mediamanagement aan de Hogeschool voor de Kunsten Utrecht en film en televisiewetenschappen aan de Universiteit van Utrecht. Ze sloot haar studie af met Journalistiek en Media aan de Universiteit van Amsterdam.
Na een jaar als verslaggever te hebben gewerkt voor onder andere De Stentor en Omroep Brabant werkt zij sinds 2004 voor de Volkskrant op de afdeling Sociale Economie. 
Stoker heeft een voorkeur voor persoonlijke verhalen die brede maatschappelijke ontwikkelingen symboliseren.

## Erkenning
In 2022 maakte ze met regisseur Daan Hofstee de podcastserie Grijs Gebied. De serie geeft een inkijk in een omstreden  infiltratiemethode door de politie. Deze undercovermethode wordt ingezet als laatste mogelijkheid om een zwaar misdrijf op te lossen. In de podcast spreekt Stoker als justitieverslaggever van de Volkskrant onder andere met verdachten die door undercoveragenten tot bekentenissen werden verleid. De vraag daarbij was hoe ver infiltratie mag gaan.
In 2022 won ze met Grijs Gebied de Podcast Audio Tegel .

## Prijzen
- De Tegel 2022